# Delfinslakt

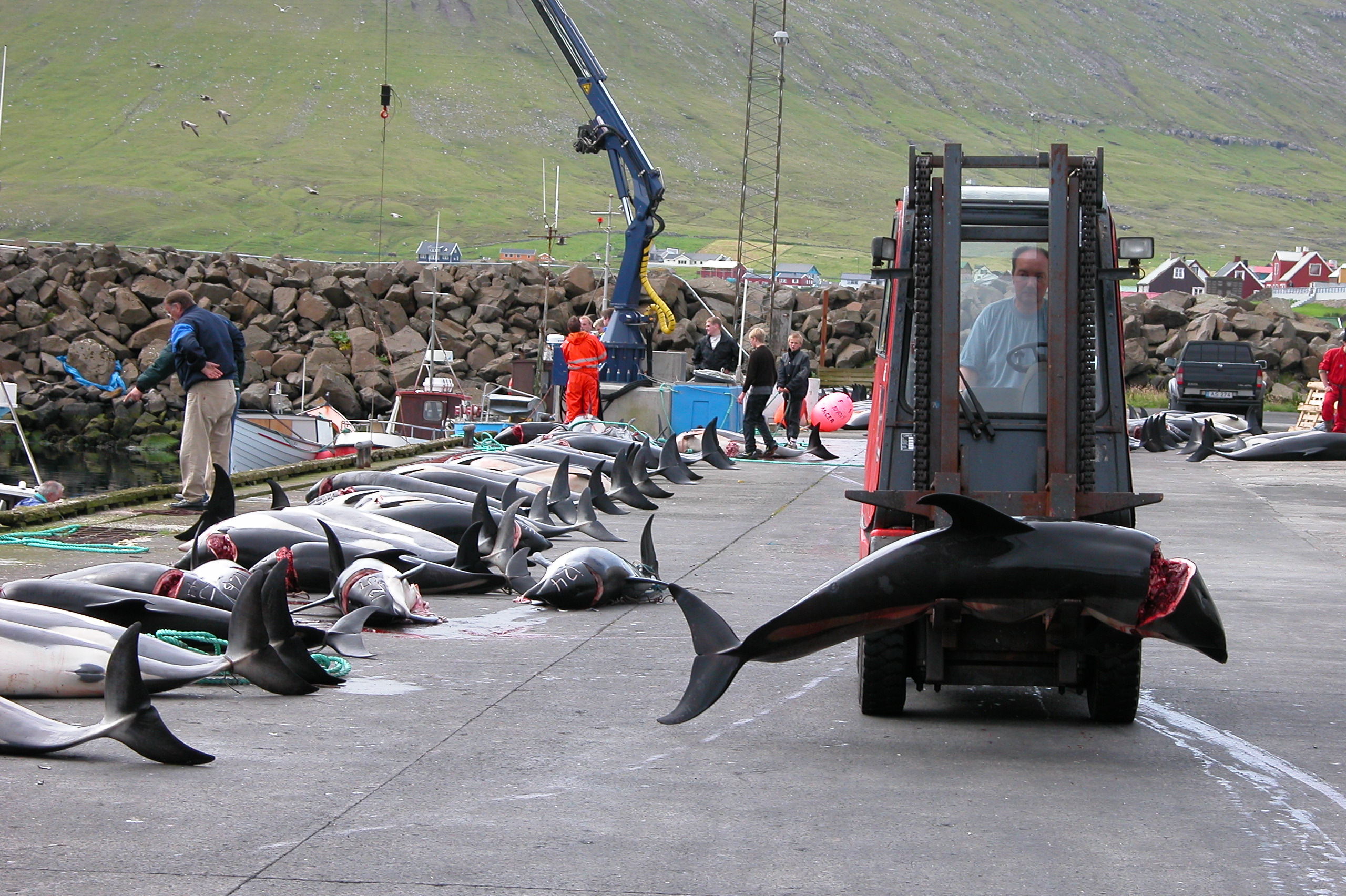
Delfinslakt utanför Färöarna.

Delfinslakt är det begrepp som miljöorganisationer, men också media, använder sig av för att beskriva de metoder för delfinjakt som bland annat används i Japan, något som på senare år fått internationell uppmärksamhet genom filmen The Cove. Det engelska begreppet för företeelsen, som innebär att delfinerna luras in i en grund vik där de sedan enkelt kan dödas, är Dolphin drive hunting. 

## Länder där metoden praktiseras eller praktiserats

### Japan
Enligt ett informationsblad från Naturskyddsföreningen dödas "cirka 23 000 delfiner och andra små valar" i Japan varje år. Japan är därmed det land som dödar flest delfiner och små valar i världen. Av dessa dödas omkring 2500 genom delfinslakt i grunda vikar (Dolphin drive hunting). Resten skjuts ihjäl på öppet hav.

### Salomonöarna
I mindre skala praktiseras också delfinslakt utanför ön Malaita i Salomonöarna. Efter slakten delas köttet ut till alla hushåll. Delfinernas tänder används som smycken och även som valuta på ön.

### Kiribati
Delfinslakt har förekommit i östaten Kiribati i Stilla havet, åtminstone till mitten av 1900-talet.